# 民歌餐厅
民歌餐厅，是一种提供歌曲演唱服务的餐厅，这种餐厅可以是中式茶楼或者西餐厅，该种餐厅广泛存在于中国大陆以及台湾、香港。而提供的歌曲则包括粤曲、流行歌曲。而不少著名歌手也是出身于民歌餐厅的。而也由於此，民歌餐廳在中國包括香港臺灣在内的流行樂壇之中占有極其重要的地位。

## 情况以及历史

### 中国大陆
中国大陆的民歌餐厅产生于改革开放后的中国广东。早期广东的民歌餐厅以乐队为主，其后渐渐产生了一大批模仿香港著名歌手的歌手，并从而衍生出具有本土特色的广东流行音乐。目前在不少中式茶楼之中，仍有存在，但多在下午茶时段或者夜茶时段有歌手驻场演唱。
在夜茶的時段當中，還有魔術表演。

### 台湾
台湾的民歌餐厅不知起源于何时，但可以知道的是，在1980年代、1990年代则有不少的民歌餐厅，出身于民歌餐厅的乐坛巨星更是数不胜数，其中比较著名的有木船民歌西餐廳、木吉他民歌西餐廳等。但在21世纪，由于互联网以及歌手大赛等的普及，台湾民歌餐厅已经式微，不少民歌餐厅已是人客稀疏、风光不再、甚至结业。

### 香港
香港雖然同樣有類似，但多是酒吧類型。因此在酒吧駐唱的駐唱的歌手也可以叫做酒廊歌手。但由於香港多是歌手在有一點名氣後才轉往這些娛樂場所中演唱，所以模式與内地臺灣都有所不同。

## 出身于民歌餐厅的著名人物

### 歌手
- 張宇
- 游鴻明
- 許茹芸
- 黃嘉千
- 蕭敬騰
- 黄小琥
- 賴銘偉
- 周華健
- 李宗盛
- 張雨生

### 组合
- 錦繡二重唱

## 外部連結
- 【台湾自由行】台北 最后的民歌餐厅
- 民歌餐廳結業 告別舊時光
- 正在消失的風景 台灣民歌餐廳難覓蹤影 （页面存档备份，存于）
- 中國新聞網：民歌餐厅结业告别旧时光 处处皆有80年代的影子 （页面存档备份，存于）